# Juan Picasso
Juan Picasso González (Málaga, 1857 - Madrid, 1935) est un militaire espagnol.
Issu d’une famille d’origine italienne et grand-oncle du peintre Pablo Picasso, Juan Picasso suivit une formation militaire à l’école d’état-major, puis occupa plusieurs postes militaires en métropole. Il entra à la commission des limites chargée du bornage de la place forte de Melilla, dans le Nord-Est du Maroc, laquelle échoua à remplir son mandat. En 1893, il fut versé dans une unité combattante à Melilla, où il se distingua. Sa garnison se trouvant encerclée par une milice rifaine hostile, toute communication coupée, il exécuta avec succès l’ordre donné par le général Margallo de partir à cheval sous le feu ennemi, solliciter des secours à Melilla.
Après 1915, sa carrière se passa en métropole, au ministère de la Guerre et, à partir de 1921, parallèlement comme membre du Tribunal militaire suprême. Il officia aussi comme représentant de l’Espagne à la Société des Nations pour les questions militaires. En 1919, il déclina la proposition d'être ministre de la Guerre.
Juan Picasso est connu surtout pour avoir été missionné en août 1921 par son ministre de tutelle de mener une instruction judiciaire sur les manquements et les responsabilités dans la débâcle militaire d’Anoual survenue en juillet-août 1921 dans le Maroc espagnol. Son copieux dossier d’instruction, fouillé et rigoureux, pointait des défaillances à différents niveaux (absentéisme chez les officiers supérieurs, insubordination chez les subalternes) et de diverses natures (corruption, moral bas, erreurs tactiques, percées téméraires, improvisation, positions éparses mal approvisionnées et mal organisées, etc.). Il donna lieu à plusieurs inculpations. Malgré son retentissement, notamment politique, il finit dans les oubliettes après le coup d’État de Primo de Rivera.

## Biographie

### Origines familiales et formation
Juan Picasso avait pour père Juan Bautista Picasso Guardeño, qui habitait Malaga, dans une maison proche de la Plaza de la Merced, et était le frère de Francisco Picasso, grand-père maternel du peintre Pablo Picasso. 
L’ancêtre des Picasso, Tommaso Picassi, né en 1787 à Sori, sur la côte ligurienne, dont le nom fut changé en Picasso, avait épousé une malaguène, María Guardeño. Ce premier Picasso mourut en 1851. L’un des enfants de ce mariage, Juan Bautista Picasso Guardeño, se maria avec Dolores González Soto, avec qui il eut six enfants, dont un unique garçon, Juan Picasso, né en 1857.
Francisco Picasso — l’autre fils, avec Juan Bautista, du premier Picasso — eut une fille, María, qui épousa José Ruiz Blasco, union dont allait naître le futur peintre Pablo Ruiz Picasso en 1881. Pablo Ruiz et Juan Picasso, qui différaient de 24 ans, avaient de l’affection l’un pour l’autre, mais étaient séparés par la distance (les Picasso González séjournant à Grenade et ensuite à Madrid, et les Ruiz Picasso habitant Malaga, puis La Corogne et Barcelone, avant que Pablo ne prenne le large pour Paris).
Juan Picasso fut inscrit à l’École d’état-major en juillet 1878 (ou 1876, suivant les sources) comme élève enseigne, et monta au grade de lieutenant en juin 1880. Entre 1880 et 1893, il occupa différents postes dans les circonscriptions militaires de Nouvelle-Castille, d’Andalousie (essentiellement à Grenade) et de Ceuta. Grand amateur de chevaux et excellent cavalier, et ayant droit à une monture subsidiée, c’est-à-dire dont les frais étaient couverts par l’unité d’affectation, Picasso, alors capitaine, se verra assigner en octobre 1893 le cheval Príncipe (« Prince »), avec lequel il devait trois semaines plus tard accomplir une galopade sous le feu de la harka (milice) rifaine sur le front de Melilla, dans le Maroc espagnol.
Juan Picasso épousa María Luz Vicent Lasso de la Vega, de quatre ans sa cadette, avec qui il eut deux fils, en 1887 et 1893.

### Affectation à Melilla
En vertu de l’Ordre royal (R.O.) du 20 décembre 1890, Juan Picasso alla rejoindre la commission chargée de redéfinir les limites juridictionnelles de la ville forte de Melilla, établies en 1863, et de fixer dans la foulée la demarcation d’une zone neutre large de 500 mètres convenue avec le Maroc le 30 octobre 1861 à l’issue de la guerre d’Afrique de 1859-1860. Les travaux de redéfinition de la frontière, commencés en février 1891, allaient cependant se heurter à une vive opposition de la population frontalière, et il fut possible ni de faire une signalisation correcte, ni de délimiter la zone neutre.

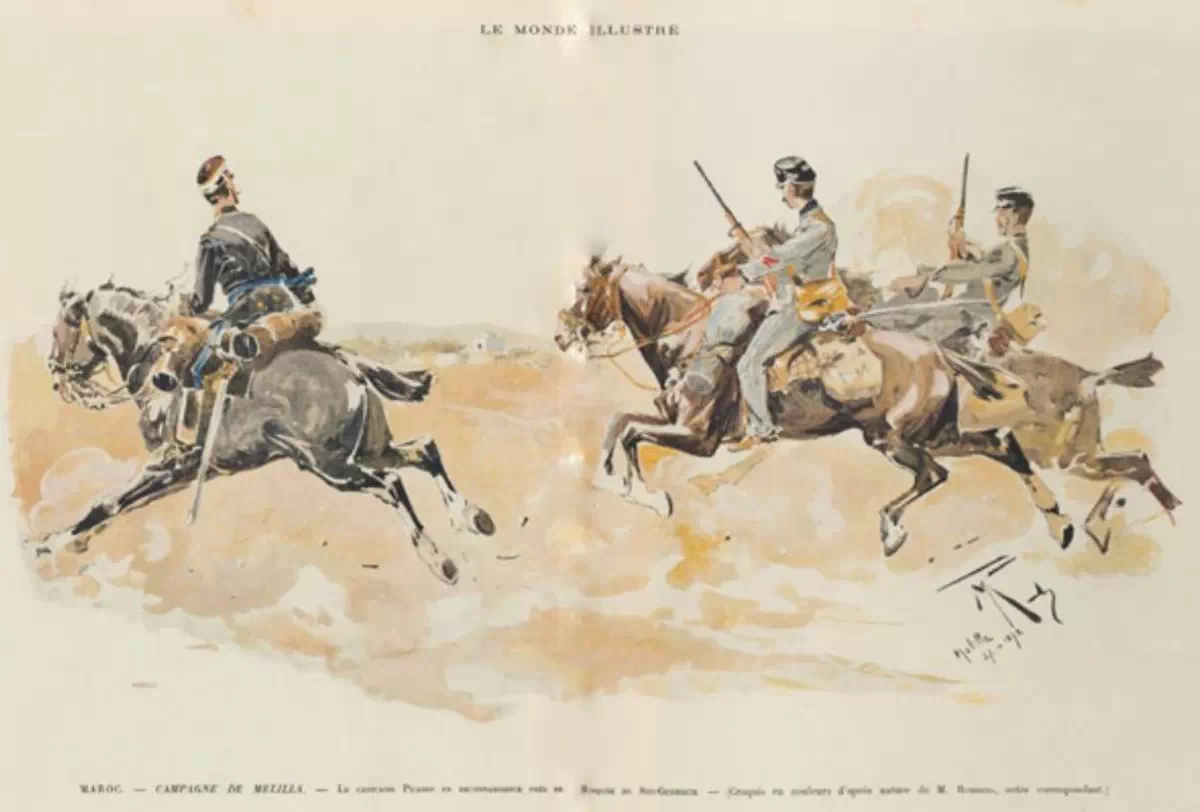
Aquarelle parue en 1893 dans la revue parisienne Le Monde illustré et représentant la prouesse hippique de Juan Picasso lors de la guerre dite de Margallo.

En automne 1893, entre-temps promu capitaine, Juan Picasso fut muté à Melilla, où venait d’éclater la guerre dite de Margallo, pour se joindre en tant qu’auxiliaire la deuxième brigade de la deuxième division. Le 27 octobre, il se trouvait aux côtés du général Juan García y Margallo dans le fort de Cabrerizas Altas, lequel, par suite d’une combinaison de provocation, d’imprudence et d’improvisation espagnoles, s’était retrouvé assiégé par les Rifains et dans l’impossibilité de communiquer avec l’état-major sur son épineuse situation. Le lendemain, Picasso reçut du général l’ordre de se rendre à cheval, à travers les lignes ennemies et avec une petite escorte de 25 hommes, jusqu’au fort de Rostrogordo, situé à proximité, pour à partir de là informer de la situation le gouverneur militaire de Melilla et lui indiquer comment et par quelle voie les troupes de secours devaient arriver. Cependant, parvenu au fort de Rostrogordo, il s’aperçut que celui-ci était également cerné et que ses communications téléphoniques et héliographiques avec Melilla étaient coupées. Il se dirigea alors, toujours à cheval, mais seul cette fois, directement à Melilla, parcourant au grand galop, à ses graves risques et périls, sous le feu ennemi, les trois km qui le séparaient encore de la ville, et réussit à informer sur la situation et à obtenir que de l’aide soit dépêchée aux forts encerclés. Le général Margallo périt ensuite pendant une contrattaque visant à remettre la main sur les deux forts. En récompense de son action, Juan Picasso se vit décerner le 28 août 1893  la croix laurée de Saint-Ferdinand de deuxième classe et un avancement au grade de commandant à l’âge de 36 ans,,,,,.
Deux années plus tard, gravissant rapidement les échelons, il monta à lieutenant-colonel, puis, en 1902, à colonel. De fin novembre 1909 jusqu’à fin mars 1910, il remplit l’office de chef d’état-major du gouvernement militaire de Melilla. Au sein de la Commission technique de l’armée et de la marine, il travaillait comme membre et secrétaire du Comité local de la défense et de l’armement, lequel avait pour mission d’étudier et de choisir les positions militaires à conserver par l’armée espagnole sur le territoire assigné à l’Espagne dans le nord du Maroc.
En novembre 1911, sous la pression du Royaume-Uni, la France céda à l’Espagne le nord du Maroc au titre de Protectorat espagnol au Maroc. Le gouvernement, encouragé par le haut commandement militaire, s’attela à conquérir par les armes ce territoire, pauvre et d’organisation tribale, qu’il escomptait offrir à la société espagnole humiliée, en compensation de la perte de ses dernières colonies lors de la guerre hispano-américaine.

### Retour en métropole
En 1915, il fut élevé au rang de général de brigade, et passa ensuite la plus grande partie du restant de sa carrière militaire au ministère de la Guerre à Madrid.
En février 1919, âgé de 62 ans, alors qu’il était quasiment inconnu encore, Juan Picasso se vit offrir le portefeuille de la Guerre, mais déclina la proposition, déclarant : « Eh bien, je vous remercie fortement, mais voyez-vous, je préfère continuer à travailler dans mon domaine et à être ce que je suis, un militaire intègre ».
En juillet 1919, il quitta ses fonctions de sous-secrétaire à la Guerre et fut promu général de division le 16 février 1921, sans qu’il y ait songé lui-même, vu qu’à ses 64 ans il se trouvait près de la retraite et que ses ambitions professionnelles étaient davantage portées sur le monde extérieur, en particulier sur la résolution des difficiles conflits surgis de la Grande Guerre.
Du début de 1920 jusqu’à 1923, Juan Picasso était le représentant militaire pour l’Espagne de la Commission permanente consultative des affaires militaires, navales et d’aviation auprès de la Société des Nations,. Entre le 30 juillet 1921 et le 23 août 1923, doté alors du rang de général de division en chef dans le cadre militaire espagnol, il siégeait au Conseil suprême de la Guerre et de la Marine du gouvernement.
Picasso était étiqueté franc-maçon, protestant et républicain, alors que la Seconde République allait le dédaigner complètement et qu’il ne se réclamait d’aucune idéologie. Selon le témoignage de ses proches parents, il ne manquait jamais de porter sur soi une médaille de la Mater dolorosa de Grenade.

### Enquête sur la débâcle d’Anoual (1921)

#### Nomination comme juge d’instruction
Au lendemain de la débâcle d’Anoual, c’est sur Juan Picasso que le ministre de la Guerre Luis de Marichalar, vicomte d’Eza (appelé simplement Eza), jeta son dévolu pour mener une enquête sur les causes de cette désastreuse défaite. Le 1er août 1921 en effet, Eza demanda au général Dámaso Berenguer, haut commissaire au Maroc, « s’il avait déjà ordonné les enquêtes utiles afin d’élucider un grand nombre des faits survenus », à quoi le haut commissaire répondit que « l’on s’était limité jusqu’à maintenant à une série d’interrogatoires », mais que « face à l’ampleur de ce qui s’était passé, il songeait à proposer à Son Excellence que soit instruite une enquête de type particulier, d’où des chefs d’inculpation pourraient être déduits par une instance judiciaire particulière à chaque rang », compte tenu que lui-même ne disposait pas à Melilla de généraux en mesure de se charger d’une telle mission. Le lendemain, le ministre, qui approuvait cette suggestion, lui demanda « si le nom du général Picasso lui conviendrait bien », et si, dans son opinion, l’initiative de la proposition devait incomber au gouvernement ou à Berenguer lui-même. Celui-ci répliqua que « la nomination du général Picasso me paraît fort bien ; justement, cet après-midi […] j’avais déjà rédigé un télégramme demandant la nomination d’un juge spécial […] ». Juan Picasso jouissait alors d’un certain prestige, à telle enseigne que Maura, président du gouvernement, le qualifia de « général des plus intègres, des plus intelligents », et qu’Arsenio Martínez-Campos, député et militaire, affirma qu’« il était l’un des meilleurs généraux de l’armée ». Il devait en tout cas se révéler un enquêteur implacable et inflexible.
Par voie de l’Ordre royal (Real Orden, R.O.) du 4 août 1921, le gouvernement d’Allendesalazar, où Eza officiait comme ministre de la Guerre, nomma Picasso juge spécial chargé de rédiger (avec l’assistance d’un auditeur et d’un secrétaire) « en qualité de juge d’instruction un dossier écrit officiel destiné à élucider les antécédents et les circonstances ayant concouru à l’abandon des positions militaires » (selon l’énoncé de la R.O.) dans la partie du territoire marocain sous l’autorité de la Comandancia General de Melilla,,,,. Il y a lieu de souligner que le titre de juge se référait à la nomenclature en usage au Conseil suprême, mais ne reflétait pas à proprement parler la nature réelle de ses fonctions. Pour preuve de l’importance et du caractère délicat de sa mission, Juan Picasso fut convoqué en audience, avant son départ pour le Maroc, par le roi Alphonse XIII, ce dont la presse se fit l’écho. En dépit de la formulation minutieuse de son mandat, la presse l’interpréta d’emblée comme la mission de « cerner les responsabilités » (depurar responsabilidades). Picasso laissa aussitôt entendre qu’il prenait son travail au sérieux et qu’il avait l’intention de l’accomplir à fond. Dès le premier jour, il émit la première de ses futures dizaines de communications, adressée à la fois au ministère de la Guerre et à Berenguer, et demandant une vaste documentation.
Il eut toutefois à tenir compte de la restriction controversée, établie dès l’origine, de ne pas inclure dans son champ d’investigation l’action du haut-commissaire Berenguer avant et pendant la débâcle. En effet, lorsque, sitôt arrivé à Melilla en compagnie de ses deux assistants le 13 août 1921, Picasso requit Berenguer de lui transmettre les plans d’opération de Silvestre et l’exacte « périmètre des autorisations » qu’il avait accordées à celui-ci, ainsi que ses « jugement et commentaire sur les événements », Berenguer réagit avec indignation, estimant que « l’enquête prenait une direction différente de ce qu’[il avait] sollicité du ministre » et que ce que Picasso demandait était « hors de l’orbite de son mandat », lequel se limiterait à la Comandancia General de Melilla, rien de plus. Selon Berenguer, les obligations de Picasso devaient se borner à déterminer si le général Silvestre avait bien ou mal utilisé les puissantes forces militaires dont il disposait. Il allait jusqu’à insinuer qu’il avait « à son côté un juge qui agit contre moi ». Ainsi s’était établie d’emblée une relation de méfiance entre le haut-commissaire et le juge, en raison aussi d’un malentendu initial, Berenguer estimant que Picasso ressortissait à son autorité, et non à celle du ministre, ce qui ne paraissait pas évident à l’intéressé.
Après que Berenguer eut obtenu le 20 août une audience auprès du ministre Eza, où il fit valoir que les plans d’opération de Silvestre pourraient le mettre en cause en tant que haut-commissaire, une R.O. datée du 24 août fut édictée et adressée à Picasso par Juan de la Cierva, successeur d’Eza à la Guerre, lui ordonnant d’exclure de son champ d’investigation les actions menées par Berenguer,,,. Celui-ci, satisfait, communiqua à Picasso : « l’enquête ne doit pas s’étendre aux accords, plans ou dispositions du haut commandement, et se limiter aux faits accomplis par les commandants de terrain (jefes), officiers et hommes de troupe ». Néanmoins, Berenguer fut exhorté à pourvoir « le général Picasso de tous éléments utiles ». Par voie d’une nouvelle R.O., en date du 1er septembre, les compétences de Picasso furent élargies pour inclure les actes de Silvestre et de Navarro, mais en excluant totalement Berenguer, ce que La Cierva s’évertua à justifier comme suit : « nous ne pouvons procéder autrement, sous peine de briser l’indispensable et suprême autorité d’un commandant en chef d’une armée en campagne ». Le cabinet approuva à l’unanimité chacun des deux textes. La Cierva notifia encore à Berenguer que tout indice de délit devait être soumis à l’instruction judiciaire, et que « le général Picasso devra faire rapport à Votre Excellence de chacun de ces faits […] et Votre Excellence […] pourra désigner les juges qui seront nécessaires ».
Le 31 août, depuis Melilla, Picasso écrivit à son ministre de tutelle :

« Je me suis attelé à l’ingrate mission, que je remplis animé des meilleures dispositions, en m’y engageant avec une ardeur dépassant mes forces, et je confirme, bien sûr, que je me proposais, délibérément, d’inclure dans les démarches le Haut Commandement, en raison du prestige de celui-ci, par devoir de justice et par respectueuse affection ; s’il y a, par conséquent, quelque chose dont je serais à blâmer, c’est, dans mon opinion, de condescendance. »

Picasso arguait que la première R.O., celui émis par Eza le 4 août, lui accordait, « en conformité avec l’article 762 du Règlement de campagne, toute latitude pour faire la lumière sur les antécédents et sur les circonstances qui avaient concouru aux événements de ce territoire », alors que la seconde, due à La Cierva le 24 août, « soit dit avec le plus grand respect, ne paraît pas en consonance avec ma représentation, car comportant une certaine incompatibilité ». En même temps, s’avisant du terrain mouvant où il se trouvait, il ménagea à La Cierva une porte de sortie, à savoir : le relever de sa mission :

« Par ailleurs, je pense être de mon devoir de vous faire part que j’ai été mandé d’assister le 5 septembre aux sessions de la Commission consultative de la Société des nations, auprès de laquelle je suis le représentant militaire, au cas où cela faciliterait d’autres solutions auxquelles vous songeriez et que, d’avance, j’approuve. »

La Cierva, redoutant que Picasso ne présente sa démission, édicta une nouvelle R.O. le 6 septembre, dont il fit parvenir par anticipation la substance à Juan Picasso par une missive le 1er septembre, précisant que « mis à part, de façon absolue, les cas où il est fait référence au Haut Commandement, c’est-à-dire au Haut-Commissaire, les actions se rapportant à tous les autres cas, sans exception aucune, tombent sous votre juridiction en vue de leur instruction ». Picasso résolut alors de ne pas démissionner et de se vouer à la recherche de la vérité. Il devait s’y ajouter encore un troisième rappel de l’interdiction d’enquêter sur le Haut-Commissariat, sous les espèces d’un télégramme « personnel et confidentiel » envoyé par La Cierva à Picasso le 6 septembre, où il était derechef argumenté que « le juge d’instruction devra en référer au Haut-Commissaire sur chacun de ces faits, avec son attestation, et le Haut-Commissaire, faisant usage des compétences judiciaires qui lui appartiennent en sa qualité de Général en chef, désignera les juges qui seraient nécessaires ».
Sur ces entrefaites, le fort espagnol de Mont Aroui capitula et sa garnison, comprenant quelques milliers de soldats espagnols, capitulait le 9 août 1921 et fut massacrée par les milices rifaines.

#### Genèse et contenu du dossier d’instruction (expediente)
En dépit des restrictions qui lui étaient imposées, Picasso, qui n’était pas homme à se laisser intimider, poursuivit imperturbablement son travail d’enquête, qu’il déclara pour achevé le 11 janvier 1922. Tout au long de cette période, il déploya une intense activité, recueillant des données, interrogeant les témoins de tous types — prisonniers évadés, soldat de retour du front, survivants du « désastre », hauts commandants et officiers aussi bien qu’hommes de troupe et civils, cités par Picasso à se présenter à son office — et passant des jours entiers à collecter des informations provenant des sources les plus diverses,.

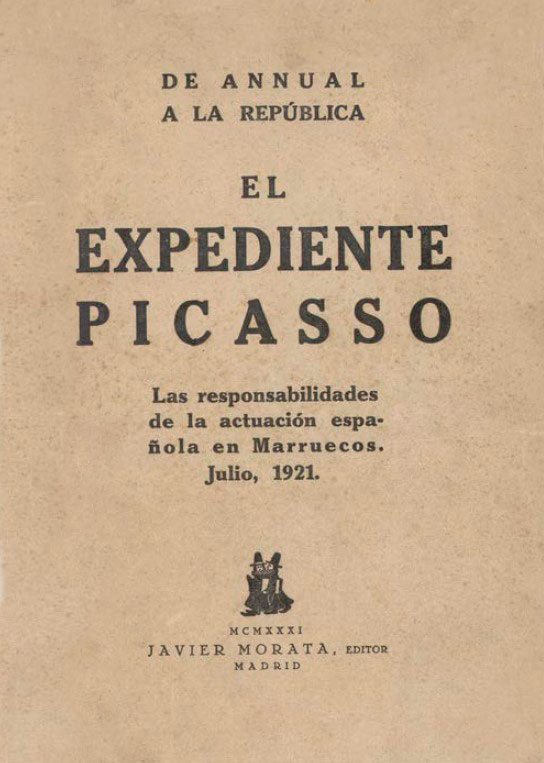
Page de couverture de l’édition Morata (1931) du dossier d'instruction Picasso.

Picasso examina avec minutie la fiche de service des officiers présents à Anoual le 22 juillet 1921, au total 194 individus, dont la seule énumération des noms couvrait six pages. Il écouta le récit de 78 hommes et une femme, pour peu qu’ils aient quelque lien avec Anoual, dont 53 étaient officiers et les 22 autres des officiers inférieurs ou de simples soldats, et quatre étaient des civils (dont une cantinière). Ensuite, Picasso procéda au recensement des morts, des disparus, des prisonniers et de ceux qui étaient revenus, et ce pour toutes les positions militaires où se trouvaient cantonnés des officiers, espagnols ou marocains. Il établit l’inventaire des effectifs présents ce 22 juillet dans chacune des positions espagnoles, si petites soient-elles, en notant en marge le sort subi par les intéressés (« disparu », « mort », « blessé », « prisonnier », « hospitalisé », etc.).
Il s’agissait d’affiner le diagnostic sommaire posé par Berenguer et portant que « les forces de la Comandancia General de Melilla ne se sont pas battues », à quoi le général Picasso s’employa implacablement, arguments solides à l’appui, en particulier par une série de rapports successifs qu’il adressa au général en chef de l’armée espagnole d’Afrique et dans lesquels il analysait la conduite de tous les corps d’armée et de toutes les armes, à l’exception de l’état-major et du corps sanitaire. Il commença par un examen dévastateur du comportement des chefs d’unité, dont le bilan de l’action avait, aux yeux de Picasso, laissé fortement à désirer ; en particulier, l’impératif de monter au feu, réputé être une norme élémentaire, semble leur avoir été étranger.
Picasso était frappé par ce manque d’esprit militaire, qui avait fait que plusieurs commandants, le plus naturellement du monde, s’étaient désintéressés de leurs supérieurs, les abandonnant dans le danger. Il était plus particulièrement scandalisé par le cas du colonel Morales, que plusieurs de ses subordonnés directs avaient abandonné à son sort. Il releva aussi qu’en pleine hécatombe le rythme des relèves de commandement était maintenu intact, voire, dans quelques cas, s’accéléra ; ainsi le régiment d’artillerie d’Anoual eut entre les 20 et 22 juillet trois commandants différents. Le 18 juillet, lorsque les compagnies improvisées marchèrent au front, aucun commandant ni aucun capitaine n’était présent avec elles ; Picasso fustigeait « le comportement répréhensible des chefs du régiment qui, tandis que la totalité de leurs forces était sur le front avancé, étaient pour six d’entre eux inactifs dans la place de Melilla ». En revanche, il n’avait qu’éloges pour le régiment de cavalerie Alcántara, qu’il mettait en contraste avec d’autres unités pour en faire ressortir « sa façon vaillante de procéder et son bon comportement » et le fait qu’il combattit « jusqu’au point de se faire annihiler et de disparaître matériellement ». Les sapeurs sont une autre des rares unités récoltant les louanges de Picasso. Cependant, même dans ces unités d’élite, alors déjà fortement entamées, il s’était produit des épisodes réprouvables. Picasso devait conclure plus tard à un « total manque de commandement sur le territoire et d’esprit chez le personnel ». À propos de la garnison de Mont Arouit, Picasso, dans un rapport du 11 janvier 1922 à l’intention du ministre de la Guerre, loua ses qualités d’« abnégation », soulignant que ses forces méritaient « la reconnaissance pour l’honorable sacrifice » auquel elles avaient consenti.
Par ses années au Maroc, Picasso avait gardé du pays une vision précise de l’hostilité du climat, de l’orographie et de la résistance de sa population. Ayant présupposé que les militaires espagnols avaient eu égard à ces réalités de terrain, il fut étonné de constater qu’elles n’avaient été ni comprises ni prises en considération.
Le résultat de ses travaux s’étale sur plusieurs centaines de feuillets, qu’il eut l’idée d’abréger en une « attestation » (Testimonio deducido del expediente gubernativo), qui allait ultérieurement être incorporé dans la publication intitulée De Annual a la República. El Expediente Picasso. Il n’eut garde d’oublier de mentionner les R.O. qui « en limitant le champ d’action de l’instance judiciaire, soustrayaient à la connaissance de celle-ci l’enquête sur les causes primordiales dont elle estimait qu’elles avaient conduit à la catastrophe ». Le dossier fut ensuite transmis au procureur du Conseil suprême appelé à examiner le rapport, qui souligna le « fait étrange […] de la limitation imposée au juge d’instruction par l’effet des ordres royaux du 24 août et du 1er septembre » et qui alla jusqu’à dire qu’il s’en était trouvé « réfréné » (coaccionado) et même jusqu’à mettre en doute la légalité des R.O. concernées.
Le dossier Picasso attribuait la débâcle d’Anoual aux causes suivantes :
- Les lignes militaires étaient d’une extension excessive en proportion des forces disponibles.
- L’avancée a été menée de façon téméraire, sans avoir garde à la possibilité d’une contre-attaque de l’ennemi.
- Les kabilas supposément amies situées dans les arrières étaient restées armées, alors que leur fidélité vis-à-vis de l’Espagne était très douteuse.
- Le territoire conquis était défendu par des positions éparses mal approvisionnées et mal organisées, ce qui les rendait difficilement défendables face à une attaque ennemie.
- Des lignes d’appui échelonnées et bien dotées n’avaient pas été prévues à l’arrière pour organiser une retraite en cas de besoin.
- L’attaque rifaine une fois engagée, l’ensemble des troupes disponibles ont été dépêchées sur Anoual, laissant dégarnies la ville de Melilla et les arrières[39].

#### Suites et répercussions

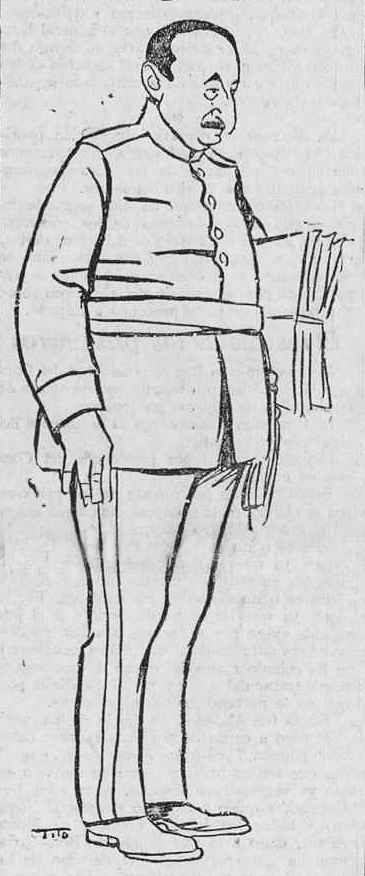
Caricature de Juan Picasso par Exoristo Salmerón, parue dans le journal La Libertad, en une de son édition du 21 décembre 1922

Le dossier ainsi constitué, qui dans un premier temps visait à la recherche des responsables, allait par la suite se traduire par une identification des coupables, voire se muer en une base documentaire de l’opposition au régime monarchique. Le général Picasso transmit d’abord, à partir de Melilla et à l’adresse du ministre de la Guerre La Cierva, une première version, très succincte, une dénommée « attestation » (testimonio). Le 23 janvier 1922, Juan Picasso rentra à Madrid et remit le 18 avril à Olaguer-Feliú, nouveau titulaire du portefeuille de la Guerre, son dossier d’instruction, lourd de 2418 feuillets, connu en Espagne sous le nom de Expediente Picasso, qui mettait en évidence une multiplicité d’erreurs militaires ainsi qu’une corruption généralisée au sein de l’armée espagnole,,. Trois jours plus tard, le dossier fut transmis par le ministre au Conseil suprême de la Guerre et de la Marine, qui acquiesça le 6 juillet à l’inculpation pour négligence et manquement au devoir de 39 militaires, en plus de ceux déjà mis en cause dans le dossier Picasso,. Le 9 juillet, le même Conseil suprême approuva le dossier d’instruction provisoire de la commission Picasso, lequel recommandait la mise en accusation du général Berenguer.
D’autre part, le 5 mars 1922, le « testimonio » fut retransmis pour information à l’auditeur général de l’armée d’opérations au Maroc, lequel rédigea une note d’évaluation le 21 avril, qu’il soumit à son supérieur, le general Ricardo Burguete, haut commissaire en remplacement de Berenguer. Ce n’est qu’en septembre, soit six mois plus tard, que Burguete fit parvenir le document au président du Conseil suprême de la Guerre et de la Marine.
Parallèlement à ces textes, Juan Picasso dressa également, le 10 mars 1922 à Madrid, une liste des « attestations et rapports », au nombre de 37, qu’il avait expédiés à Berenguer et qui avaient pour la plupart trait à des faits dont il estimait qu’ils requéraient une enquête plus approfondie, car comportant des circonstances pouvant être constitutives de délit. Par O.R. du 23 mai furent désignés les trois premiers juges, mandatés à se rendre à Melilla pour y lancer « les procédures qu’on leur ordonnera, sur la base des dossiers d’instruction instruits par le général de division Juan Picasso González ».
À l’automne 1923, le Congrès demanda que le dossier lui soit communiqué, demande à laquelle il fut accédé par le chef de gouvernement Sánchez-Guerra,. Le Congrès nomma une commission de députés de tous les partis chargée d’examiner le dossier et d’en tirer les conclusions, mais les membres de cette commission ne parvinrent pas à se mettre d’accord.

### Dictature de Primo de Rivera, Seconde République et départ à la retraite
Le coup d’État militaire du 13 septembre 1923, prélude à la dictature de Primo de Rivera, qui avait l’appui du roi, eut pour effet de suspendre la mise aux débats du rapport Picasso devant le Congrès, tandis que l’instruction sur la débâcle d’Anoual fut abandonnée et que les documents du dossier finirent par disparaître.
Juan Picasso, ayant atteint l’âge de 66 ans, passa au cadre de réserve le 23 août 1923. Il accepta le changement de régime et continua de siéger au Conseil suprême de la Guerre et de la Marine. Deux ans plus tard, le 22 août 1925, il passa à la deuxième réserve avec le grade de lieutenant-général.
Après l’avènement de la Seconde République le 14 avril 1931, et sitôt réunies les Cortes constituantes, une nouvelle Commission des responsabilités fut constituée en juillet 1931, pour examiner celles sous le régime dictatorial. Il fut ordonné que le dossier d’instruction Picasso retourne aux mains de ladite commission, mais les travaux restèrent en suspens. 
Picasso mourut en 1935 à son domicile calle Amnistía à Madrid. Son décès fut annoncé deux jours après par un faire-part dans le journal ABC. Il fut inhumé au cimetière de la Sacramental de San Lorenzo y San José, dans le quartier Carabanchel. Son épouse, María Luz Vicent, décédée un mois plus tard des suites d’un cancer du sein, fut enterrée à son côté.

## Accessibilité du rapport d’instruction (Expediente Picasso) et autres documents sur la bataille d’Anoual
Le dossier Picasso, comportant 2418 feuillets, pendant longtemps connu seulement de façon fragmentaire, put être récupéré dans son intégralité et transféré aux Archives historiques nationales en 1990.
Outre l’Expediente Picasso proprement dit, les Archives historiques nationales conservent un ensemble de documents étroitement liés au dossier, constitué de témoignages obtenus ultérieurement, dont notamment ceux des Espagnols faits prisonniers par les Rifains à la suite de la débâcle d’Anoual et libérés des années après. Le dossier comprend 39 sections à part, toutes publiquement accessibles.

## Hommages
En 1922, il se vit conférer le titre honorifique de fils de prédilection par sa ville natale de Malaga.
Après donation par un de ses descendants, les galons, épaulettes, baudriers et autres insignes faisant partie de l’uniforme militaire et ayant appartenu à Juan Picasso se trouvent exposés au Musée historique militaire de Melilla.
En 2016 et 2017 se tenait à la Fondation Picasso Museo Casa Natal de Malaga une exposition intitulée « El General Picasso. Militar y Dibujante » (Le général Picasso, militaire et dessinateur) et mettant en lumière les travaux de dessinateur de Juan Picasso,.
En 2022, le journal ABC publiait un article sur les lettres de soutien reçues par le général Picasso.